# Richard Stapley
Richard Stapley (Westcliff-on-Sea, 20 de junio de 1923-Palm Springs, 5 de marzo de 2010), también conocido con el nombre artístico de Richard Wyler, fue un actor y escritor británico.

## Primeros años de vida
Stapley nació en Westcliff-on-Sea, Essex en 1923. Como escritor, Stapley publicó su primera novela cuando tenía solo 17 años. Sirvió en la Real Fuerza Aérea durante la Segunda Guerra Mundial.

## Carrera
Tras el final de la Segunda Guerra Mundial, Stapley comenzó a aparecer en papeles teatrales en Londres. Pronto firmó con Metro-Goldwyn-Mayer (MGM), haciendo su debut cinematográfico en un papel secundario en la película de 1948, Los tres mosqueteros. Luego apareció en la nueva versión de 1949 de Mujercitas, en la que interpretó a John Brooke, el interés amoroso del personaje de Janet Leigh, Meg.
Continuó apareciendo en una serie de películas de Hollywood en diferentes estudios durante las décadas de 1940 y 1950, incluido el drama histórico de 1951 The Strange Door, que coprotagonizó Boris Karloff y Charles Laughton; King of the Khyber Rifles de 1953, protagonizada por Tyrone Power; Charge of the Lancers con Paulette Goddard ; y The Iron Glove con Robert Stack en 1954. En 1955, Stapley protagonizó Target Zero como un comandante de tanque británico que prestaba servicio en la Guerra de Corea.
Stapley regresó a Gran Bretaña y Europa en 1960, donde adoptó el nombre artístico de Richard Wyler. Sus créditos televisivos británicos de esa época incluyeron la serie policiaca Man from Interpol, y la película Identity Unknown (1960). También apareció en la serie dramática de televisión estadounidense de 1961-1962 Window on Main Street.
Viajó al Viejo Continente donde protagonizó una serie de películas europeas de aventuras y del oeste con el nombre de Richard Wyler, incluidos The Barbarians, The Exterminators, El precio de un hombre, Dick Smart 2.007 y La ciudad sin hombres.
Durante la primera parte de la década, escribió Thru the Gears, un artículo mensual para la revista estadounidense Motorcyclist, una columna semanal para la revista Motor Cycling, Richard Wyler's Coffee Bar Column, y era dueño de una tienda en Central Road, Worcester Park, Londres, especializada en repuestos y accesorios para motocicletas de alto rendimiento. Más tarde, la tienda se vendió a Cyril Jones.
Durante la década de 1970, Stapley volvió a los papeles cinematográficos con su nombre de nacimiento, Richard Stapley. Coprotagonizó la película de 1970, Connecting Rooms, en un papel secundario de las estrellas Michael Redgrave y Bette Davis. También participó en Frenesí de Alfred Hitchcock.
Cuando sus papeles actorales se redujeron, se convirtió en locutor de radio en Gran Bretaña, corrió motos, y en la década de 1970 trabajó a tiempo parcial como mensajero en motocicleta.
Stapley se convirtió en ciudadano estadounidense naturalizado durante su vida posterior. Se centró en la escritura después de su carrera como actor. Publicó una novela titulada Naked Legacy en 2004. Stapley también completó una segunda novela y el correspondiente guion adaptado, ambos llamados Tomorrow Will Be Canceled. Estaba trabajando en una autobiografía en el momento de su muerte en 2010.
Richard Stapley murió de insuficiencia renal en el Desert Regional Medical Center en Palm Springs, California, el 5 de marzo de 2010, a la edad de 86 años. Su muerte fue anunciada por su publicista, Alan Eichler.

## Filmografía
| Año  | Título                    | Papel                                                 |
| ---- | ------------------------- | ----------------------------------------------------- |
| 1948 | The Challenge             | Cliff Sonnenberg                                      |
| 1948 | Los tres mosqueteros      | Albert                                                |
| 1949 | Mujercitas                | John Brooke                                           |
| 1951 | The Strange Door          | Denis de Beaulieu                                     |
| 1953 | King of the Khyber Rifles | Teniente Ben Baird                                    |
| 1954 | Charge of the Lancers     | Comandante Bruce Lindsey                              |
| 1954 | The Iron Glove            | Príncipe Jacobo Estuardo                              |
| 1954 | Jungle Man-Eaters         | Inspector Jeffrey Bernard                             |
| 1955 | Target Zero               | Sargento David Kensemmit                              |
| 1956 | D-Day the Sixth of June   | David Archer                                          |
| 1959 | High Jump                 | Bill Ryan                                             |
| 1960 | Identity Unknown          | John                                                  |
| 1960 | Revak the Rebel           | Capitán Lycursus, mercenario griego                   |
| 1961 | Breakfast at Tiffany's    | Invitado a la fiesta (sin acreditar)                  |
| 1965 | Coplan FX 18 casse tout   | Coplan                                                |
| 1966 | El precio de un hombre    | Luke Chilson                                          |
| 1967 | Dick Smart 2.007          | Dick Smart                                            |
| 1967 | Un hombre vino a matar    | Anthony Garnett / Rattler Kid                         |
| 1967 | If One Is Born a Swine    | Billy Walsh                                           |
| 1968 | Gunman Sent by God        | Coleman                                               |
| 1969 | La ciudad sin hombres     | Jeff Sutton                                           |
| 1970 | Connecting Rooms          | Dick Grayson                                          |
| 1972 | Frenesí                   | Conductor de camión (sin acreditar)                   |
| 1973 | Scorpio                   | Agente asesinado por Zharkov en coche (sin acreditar) |